# SU-100
SU-100 là tên một loại pháo tự hành chống tăng của Liên Xô. Nó được Hồng quân Xô Viết sử dụng rộng rãi trong năm 1945, năm cuối cùng của chiến tranh Xô-Đức.
SU-100 là sự kết hợp giữa chi phí rẻ và độ tin cậy cao của khung thân T-34 với khẩu pháo 100mm mạnh mẽ có thể hạ gục các loại xe tăng hạng nặng của Đức trong Thế chiến thứ II. Nhiều nhà quân sự học cho rằng SU-100 là loại pháo tự hành chống tăng tốt nhất trong thế chiến II. Nó vẫn tiếp tục phục vụ trong quân đội Liên Xô và các đồng minh của nước này sau chiến tranh. Cho đến tận đầu thế kỷ 21, SU-100 vẫn phục vụ trong một số quân đội các nước, khiến nó trở thành loại pháo tự hành có thời gian phục vụ bền bỉ nhất trong lịch sử.

## Phát triển
Trước năm 1944, pháo tự hành chống tăng chủ yếu của Hồng quân là loại SU-85, trang bị pháo chính 85mm L/52 có thể đối phó tốt với xe tăng hạng trung Panzer IV của Đức. Tuy nhiên, mùa hè năm 1943, Đức bắt đầu sản xuất số lượng lớn các loại xe tăng hạng nặng như Panther (Con Báo) và Tiger I (Con Cọp), đây là những loại xe tăng có vỏ giáp trước dày vượt trội so với Panzer IV. Pháo 85mm của SU-85 chỉ có thể bắn xuyên giáp trước hai loại xe này ở cự ly khoảng 500 - 1.000 mét, không đủ xa để chiến đấu hiệu quả với chúng.
Ngày 29 tháng 8 năm 1943, quân đội Liên Xô ra lệnh cho các nhà thiết kế nhanh chóng tạo ra một loại pháo chống tăng tự hành có hỏa lực mạnh hơn. SU-100 được phát triển vào năm 1944 như là một bản nâng cấp của SU-85.
SU-100 được thiết kế và xây dựng tại Nhà máy máy móc hạng nặng Ural (Уральский Завод Тяжелого Машиностроения, còn mang một tên khác là Uralmash) tại Yekaterinburg. SU-100 được phát triển dưới sự giám sát của Lev Izrailevich Gorlitsky, người đứng đầu các nhóm thiết kế pháo tự hành của Liên Xô lúc đó. Việc phát triển bắt đầu từ tháng 2 năm 1944 và mẫu thử nghiệm đầu tiên (mang tên "kế hoạch 138") được chế tạo vào tháng 3. Giống như SU-85, nó dùng thân xe của loại Xe tăng T-34.
Thân xe của SU-100 cũng được cải tiến nhiều so với tiền nhiệm SU-85: độ dày của giáp trước tăng từ 45 mm nghiêng 50 độ lên 75 mm nghiêng 50 độ (tương đương vỏ giáp 130 mm đặt thẳng đứng) để tăng khả năng chống chọi. Phần khiên chắn quanh pháo chính có hình dạng bán cầu và có độ dày lên tới 110mm thép. Chỗ ngồi của xa trưởng được đặt ở một khoang nhỏ nằm ở cạnh sườn phía bên phải của thân xe; điều này kết hợp với cupola quan sát của xa trưởng đã khiến người xa trưởng làm việc hiệu quả hơn. Dọc theo chu vi của tháp pháo có 5 khe quan sát cung cấp khả năng quan sát toàn diện. Hai bộ thông gió đã được lắp đặt thay cho một bộ ở SU-85. Ngoài ra, một kính tiềm vọng MK-4 cho chỉ huy đã được lắp đặt trên nóc xe. Trong quá trình hiện đại hóa được thực hiện vào cuối những năm 1950 - đầu những năm 1960, kính MK-4 đã được thay thế bằng kính nhìn toàn cảnh hai mắt cho chỉ huy TPKU-2. Trong khi MK-4 không có khả năng phóng đại, TPKU-2B có độ phóng đại gấp 5 lần và trường nhìn 7,5 độ theo chiều ngang, cho phép nhận dạng mục tiêu ở khoảng cách lên tới 3 km, và cũng được trang bị thang đo tọa độ và đo khoảng cách; lái xe thì được trang bị một thiết bị quan sát ban đêm thụ động, hoạt động nhờ đèn pha FG-10 với bộ lọc hồng ngoại.
Vào ngày 24-28/6/1944, nguyên mẫu SU-100 đã vượt qua các bài kiểm tra cấp Nhà nước tại ANIOP. Pháo tự hành đã vượt qua quãng đường 250 km và bắn 923 viên đạn, hỏa lực của nó đảm bảo đánh bại xe tăng Panther và Tiger I từ khoảng cách 1.500 mét, bất kể vị trí trúng đạn. SU-100 được thông qua theo lệnh của Ủy ban Quốc phòng Nhà nước số 6131 ngày 3 tháng 7 năm 1944. Việc sản xuất đại trà SU-100 bắt đầu từ tháng 9 năm 1944.

### Sản xuất
Nhờ sử dụng khung xe dựa trên T-34, SU-100 được đưa vào sản xuất với những thay đổi tối thiểu trong sản xuất: 72% các bộ phận có thể hoán đổi với T-34-85, 4% có thể hoán đổi với SU-122, 7,5% có thể hoán đổi với SU-85, chỉ có 16,5% phải được thiết kế lại. Nhờ vậy, giá thành của SU-100 cũng rất rẻ. Năm 1945, chi phí sản xuất mỗi chiếc SU-100 vào khoảng 176.000 rúp, không đắt hơn nhiều so với xe tăng T-34/85 (142.000 rúp), và chỉ bằng 1/2 giá của một khẩu pháo tự hành Jagdpanther của Đức.
Đã có 4.011 chiếc SU-100 được chế tạo (bao gồm cả 770 chiếc được chế tạo tại Tiệp Khắc vào giai đoạn 1953-1956). Ngoài Sverdlovsk, SU-100 được sản xuất bởi nhà máy số 174 ở Omsk. Từ tháng 12/1944 tới tháng 4/1945, trung bình mỗi tháng có khoảng 210 - 220 chiếc SU-100 được chế tạo. Các kỹ sư của Uralmash là L. I. Gorlitsky, A. L. Kizima, S. I. Samoilov; kỹ sư nhà máy số 9 A. N. Bulanov, V. N. Sidorenko và kỹ sư cơ khí P. F. Samoilov vào năm 1946 đã được trao tặng Giải thưởng Stalin hạng nhất do thành tích trong việc thiết kế loại pháo tự hành này.

### Hỏa lực
Ban đầu, một thiết kế dự kiến lắp đặt pháo hạng nặng D-25 cỡ 122mm trong một thân xe SU-85 đã được sửa đổi. Nghiên cứu hơn nữa cho thấy một thiết kế lại như vậy sẽ tăng khối lượng của pháo lên 2,5 tấn, cũng như giảm đạn dược và tốc độ bắn, gây ra tình trạng quá tải cho khung gầm và giảm khả năng cơ động của xe. Cuối cùng, các nghiên cứu cho thấy cỡ pháo khoảng 100 - 107mm là thích hợp nhất cho pháo tự hành chống tăng dựa trên khung gầm T-34. Do việc sản xuất pháo 107 mm, như pháo M-60, đã bị ngừng vào năm 1941, nên các nhà thiết kế đã quyết định sử dụng pháo cỡ 100mm dựa trên pháo hải quân B-34.
Sau nhiều cuộc kiểm tra gắt gao với nhiều mẫu pháo 100 ly thì khẩu D-10S 100mm L/56 (nòng dài 5,6 mét) đã được chọn. Khẩu pháo này được phát triển bởi Phòng thiết kế Pháo của Nhà máy số 9 do Fyodor Fyodorovich Petrov đứng đầu. Pháo có thể bắn đạn xuyên giáp với sơ tốc là 897 m/s, động năng đạn là 6,36 MJ, khối lượng của nòng pháo với bu-lông và cơ cấu bắn là 1.435 kg. Pháo được lắp đặt ở phía trước của cabin trong một khung và các chốt kép, cho phép nó có thể di chuyển trong mặt phẳng thẳng đứng từ −3 đến +20° và trong mặt phẳng ngang là ±8°. Độ dài giật lùi tối đa khi bắn không vượt quá 570 mm. Việc nhắm bắn mục tiêu được thực hiện bằng kính ngắm TSh-19, có độ phóng đại 4× và trường nhìn 16°. Tốc độ bắn của pháo là 4-6 phát/phút. Số lượng đạn pháo bao gồm 33 viên (5 quả trong buồng lái, 8 quả trên giá đỡ ở phía sau, 17 quả ở bên trái của khoang chiến đấu, 8 quả trên sàn bên phải). Cơ số đạn thông thường trong thập niên 1960 bao gồm 16 đạn nổ mạnh, 10 đạn xuyên giáp và 7 đạn pháo nổ lõm chống tăng.
Khẩu pháo 100mm này có sức xuyên mạnh hơn khoảng 40% so với pháo 85mm L/52 và tương đương với pháo 88mm L/71 trên xe tăng Tiger II của Đức, ngoài ra khi bắn đạn nổ chống công sự và bộ binh thì pháo 100mm mạnh hơn 50% so với 88mm L/71 (về sau khẩu pháo 100mm cũng được lắp đặt trên các xe tăng sau thế chiến 2 là T-54 và T-55).
SU-100 nhanh chóng chứng tỏ nó là một trong những pháo tự hành chống tăng tốt nhất của thế chiến thứ hai. Pháo chính 100mm khi dùng đạn BR-412B APBC có thể xuyên thủng vỏ giáp 125mm để thẳng góc với mặt đất ở khoảng cách 2 km (tương đương độ dày giáp trước của xe tăng hạng nặng Tiger I), và có thể xuyên thủng vỏ giáp dày 85mm nghiêng 55 độ của xe tăng Panther ở khoảng cách 1,5 km. Khi dùng đạn xuyên giáp cao cấp BR-412P APCR, SU-100 có thể bắn xuyên giáp trước thân xe của Tiger II (Vua Cọp) ở cự ly 500 mét, hoặc xuyên được giáp trước tháp pháo ở cự ly 1.000 mét. Việc này có nghĩa là SU-100 có thể tiêu diệt bất kỳ xe tăng Đức nào vào thời điểm đó chỉ bằng 1 phát bắn trúng đích, điều này khiến nó có cái biệt danh "Pizdets vsemu", tạm dịch là "Sự kết thúc của mọi thứ".
Đến thập niên 1960, sự xuất hiện của đạn pháo nổ lõm (HEAT) và đạn xuyên giáp dưới cỡ APDS một lần nữa khiến SU-100 trở thành vũ khí chống tăng nguy hiểm. Đạn HEAT cỡ nòng 100mm có tầm bắn thẳng trực tiếp 1.660 mét với sức xuyên đạt 350-390mm thép, có thể xuyên thủng giáp trước của tất cả các xe tăng phương Tây vào thập niên 1960. Chỉ đến khi phương Tây chế tạo các xe tăng có giáp phức hợp vào cuối những năm 1970 - đầu thập niên 1980 thì SU-100 mới thực sự trở nên lỗi thời.

## Lịch sử chiến đấu

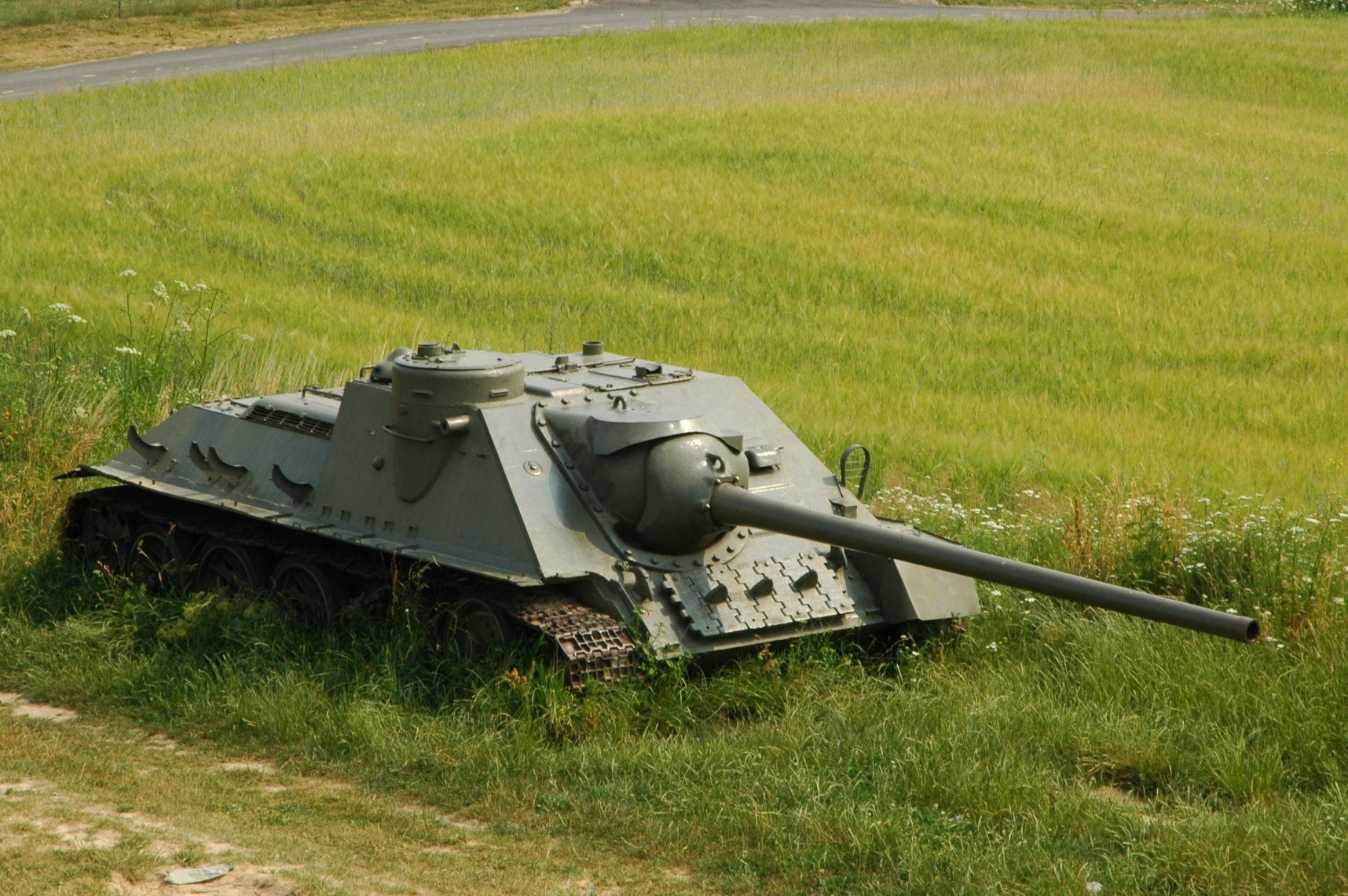
SU-100 tại một bảo tàng của Cộng hòa Séc

SU-100 được sử dụng rộng rãi từ cuối năm 1944. Trong tháng 11/1944, các trung đoàn pháo tự hành SU-100 đầu tiên được trang bị và được gửi tới mặt trận. Không tính đến các cuộc giao chiến nhỏ lẻ vào mùa thu năm 1944, theo Tổng cục Pháo binh tự hành, SU-100 lần đầu tiên được sử dụng trong chiến đấu vào tháng 1 năm 1945 trong chiến dịch Budapest. Nó được sử dụng với số lượng lớn tại Hungary vào tháng 3 năm 1945, khi Hồng quân Xô Viết đánh tan các đợt tấn công của phát xít Đức trong Chiến dịch phòng ngự hồ Balaton. Tính đến tháng 7 năm 1945, 2.335 chiếc SU-100 đã được chế tạo.
SU-100 đã đóng một vai trò quan trọng trong việc đẩy lùi các cuộc tấn công từ xe tăng Đức và tỏ ra là một phương tiện hiệu quả cao trong cuộc chiến chống lại các xe bọc thép hạng nặng của Đức, bao gồm cả xe tăng hạng nặng Tiger. Tuy nhiên trong các trận hỗn chiến tầm gần, SU-100 dễ bị tổn thương nếu bị bộ binh địch áp sát. Vì vậy một mệnh lệnh đã được ban hành: mỗi chiếc SU-100 phải được gắn một khẩu súng máy hạng nhẹ trên nóc xe để tự vệ chống lại bộ binh địch. Sau khi thiếu sót này được khắc phục, SU-100 đã nhận được đánh giá rất cao từ các đơn vị.
SU-100 cũng được sử dụng trực tiếp trong Chiến dịch Berlin. Quân đoàn xe tăng cận vệ số 1 có 17 chiếc SU-100 sẵn sàng chiến đấu. Trong các trận chiến đô thị, SU-100 đi theo yểm trợ các đơn vị bộ binh. Tính đến ngày 28 tháng 4, Quân đoàn xung kích thứ 3 đã có 33 chiếc SU-100. Kết quả trong chiến dịch Berlin, Quân đoàn xe tăng cận vệ số 2 đã mất 7 chiếc SU-100, trong đó có 5 xe bị bắn cháy trong thành phố. Quân đoàn xe tăng cận vệ số 4 mất 18 chiếc SU-100 từ ngày 16 đến 22 tháng 4 (bao gồm 6 chiếc hỏng nặng tới mức không thể sửa chữa). Vào các ngày 17/4 tới 19/4, Quân đoàn xe tăng cận vệ số 1 mất 9 xe loại này. Quân đoàn xe tăng cận vệ số 2 bị mất 5 chiếc SU-100 từ ngày 16 đến ngày 21 tháng 4.
Đối thủ của SU-100 bên phía Đức là 2 loại pháo tự hành Jagdpanzer IV và Jagdpanther. Khi so sánh với đối thủ cùng "hạng cân" là pháo hạng trung Jagdpanzer IV, SU-100 vượt trội ở mọi thông số, từ vỏ giáp, hỏa lực cho tới tầm hoạt động. Còn nếu so với pháo hạng nặng Jagdpanther (loại pháo tự hành chống tăng tốt nhất của Đức quốc xã trong Thế chiến 2) thì có thể kết luận như sau:
- Giáp trước của hai loại xe tương đương nhau trong khi SU-100 nhẹ hơn nhiều (30 tấn so với 45,5 tấn)
- Pháo 88mm L/71 của Jagdpanther và 100mm L/53 của SU-100 có sức xuyên giáp tương đương nhau. Tuy nhiên, pháo 100mm bắn đạn nổ chống công sự và bộ binh mạnh hơn 50% so với 88mm L/71;
- Jagdpanther mang được nhiều đạn pháo hơn (57 viên so với 33 viên);
- Tầm hoạt động của SU-100 vượt trội hơn hẳn (300 km so với 160 km);
- Kính ngắm của hai loại xe có chất lượng tương đương nhau,tuy nhiên nóc của SU-100 có vòm quan sát dành cho chỉ huy mà Jagdpanther lại không có, nên SU-100 có khả năng quan sát chiến trường tốt hơn.
- SU-100 sử dụng khung thân của T-34 nên dễ sửa chữa hơn nhiều so với Jagdpanther (dùng khung thân của xe tăng Panther)
- SU-100 có giá thành rẻ và dễ chế tạo hơn nhiều so với Jagapanther, trung bình mỗi tháng Liên Xô có thể chế tạo khoảng 220 chiếc SU-100, trong khi Đức chỉ chế tạo được khoảng 30 chiếc Jagdpanther mỗi tháng (415 chiếc Jagapanther được Đức chế tạo trong toàn cuộc chiến)

Nhìn chung, SU-100 vượt trội hơn ở 5 thông số (hỏa lực, khối lượng, độ bền, chi phí và tầm hoạt động), tương đương ở 1 thông số (vỏ giáp) và chỉ kém hơn 1 thông số (số lượng đạn mang theo). Ngoài ra cần lưu ý rằng SU-100 và pháo hạng trung giá thành rẻ, còn Jagdpanther là pháo hạng nặng giá thành đắt.
Với việc trang bị SU-100, Hồng quân đã nhận được vũ khí chống tăng hiệu quả cao với hỏa lực mạnh, có khả năng diệt tất cả các loại xe tăng của Đức. Ngay cả trong thời kỳ hậu chiến, mặc dù xe tăng trở nên ngày càng tiên tiến, SU-100 vẫn tiếp tục duy trì hiệu quả chiến đấu cho tới thập niên 1960. Việc sản xuất kéo dài đến năm 1947 ở Liên Xô và 1950 ở Tiệp Khắc. Đến thập niên 1970, SU-100 mới tỏ ra đã lỗi thời trước các thiết kế pháo tự hành chống tăng và lựu pháo tự hành hoàn toàn hoạt động độc lập, xoay được 360° ở cả tháp pháo. SU-100 được Hồng quân Xô Viết cho "nghỉ hưu" vào năm 1957 nhưng vẫn ở lại trong kho làm lực lượng dự phòng; nhiều chiếc SU-100 vẫn tồn tại trong các kho dự phòng tại Nga cho đến ngày nay.
SU-100 được bán cho Quân Giải phóng Nhân dân Trung Quốc năm 1955 khi Hồng quân Xô Viết rút quân khỏi Đại Liên. Tất cả những khí tài quân sự của Liên Xô tại Đại Liên đều được bán cho Trung Hoa, cụ thể là 99 pháo tự hành SU-100, 18 xe tăng hạng nặng IS-2, 16 xe tăng T-54 và 224 xe tăng T-34. Những khí tài này được CHND Trung Hoa dùng để cấu trúc lập nên Sư đoàn cơ giới số 1.
Nhiều quốc gia thuộc khối Warszawa và các đồng minh khác của Liên Xô như Ai Cập, Angola và Cuba tiếp tục sử dụng SU-100. SU-100 từng tham chiến trong cuộc Khủng hoảng Kênh đào Suez năm 1956 khi quân Ai Cập dùng nó để đối đầu với xe tăng M4 Sherman của Israel. Sau đó SU-100 cũng tham chiến trong Chiến tranh Ả Rập-Israel lần thứ ba (1967) và Chiến tranh Ả Rập-Israel lần thứ tư (1973). Nó được chỉnh sửa một chút để phù hợp với điều kiện sa mạc và vì vậy trở thành phiên bản SU-100M. Các phiên bản xuất khẩu của SU-100 tiếp tục được sử dụng cho đến năm 1970, thậm chí là tới tận ngày nay ở một số nước. Quân đội Nhân dân Việt Nam và Lục quân Nhân dân Triều Tiên vẫn tiếp tục sử dụng SU-100 cho đến những năm 2020.

## Trong văn hóa đại chúng

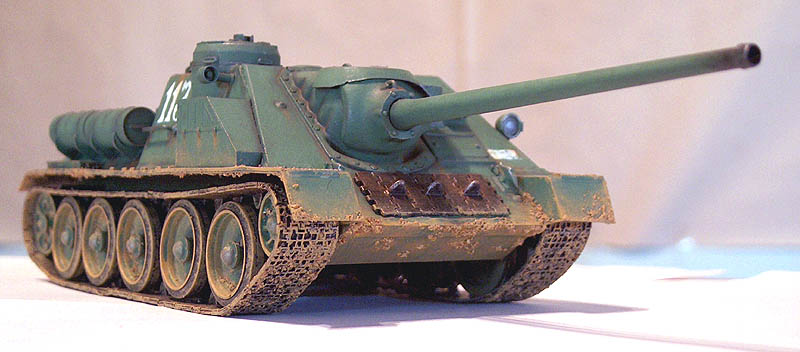
mô hình SU-100 (tỉ lệ 1:35)

Kíp lái của một chiếc SU-100 là nhân vật chính trong bộ phim «На войне как на войне» (Na vojne kak na vojne, "Chiến tranh là thế"), một trong những bộ phim Xô Viết nói về các pháo thủ của pháo tự hành.Những cựu binh từng tham gia trong Cuộc chiến tranh vệ quốc vĩ đại đánh giá rằng bộ phim thể hiện cuộc chiến khá chân thực. Bộ phim có lồng nhạc của Bài ca của người lính xe tăng Xô Viết vốn rất phổ biến ở Liên Xô và sau này là Nga hiện nay.
Một chiếc SU-100 được các nhân vật chính trong phim The Misfit Brigade (tạm dịch: lữ đoàn không phù hợp),trong đó chiếc SU-100 này đóng vai một xe thiết giáp của phát xít Đức,có lẽ do hình dáng của nó giống như các loại pháo tự hành chống tăng Jagdpanzer 38 (t) và Jagdpanther.Một điều hài hước là khi một người lính Đức trong phim nhìn thấy một chiếc xe tăng của Liên Xô bị quân Đức bắt,anh ta thốt lên: "Đó là xe tăng của chúng ta ! Chắc chắn là thế,và nó đã bị sơn phết một cách rất cẩu thả. Mọi người có thể nhìn thấy dấu thập tự !... Bọn Đức cướp xe tăng của tôi !" Bộ phim này còn có một tên khác là Wheels of Terror (tạm dịch: bánh xe kinh hoàng), dựa trên một tác phẩm của Sven Hassel.